# Comuna Kuliși, Iemilciîne
Kuliși (în ucraineană Кулішівська сільська рада) este o comună în raionul Iemilciîne, regiunea Jîtomîr, Ucraina, formată din satele Hutir-Mokleakî, Krasnohirka, Kuliși (reședința) și Naraiivka.

## Demografie
Componența lingvistică a comunei Kuliși
     Ucraineană (99,5%)
     Alte limbi (0,45%)
Conform recensământului din 2001, majoritatea populației comunei Kuliși era vorbitoare de ucraineană (99,5%), existând în minoritate și vorbitori de alte limbi.